# 行當
行當（ㄏㄤˊ ˙ㄉㄤ, háng dɑng）是中國戲曲的術語，指戲曲中各演出角色的「分類」，簡稱為「行」。以京戲為例，就分有生行、旦行、淨行與行四種行當。
行當可以說是演出角色的類型分類，也可以說是不同角色的演出風格分類，通常相同行當之間的角色表演風格差異較小，不同行當間的角色表演風格差異較大。